# Пътят към Елдорадо
„Пътят към Елдорадо“ (на английски: The Road to El Dorado) е американски анимационен филм от 2000 г., създаден от DreamWorks Animation и е разпространен от DreamWorks Pictures. Режисиран е от Ерик „Бибо“ Бергерон и Дон Пол, а Уил Фин и Дейвид Силвърман режисират допълнителните сцени. Главният озвучаващ състав се състои от Кевин Клайн, Кенет Брана, Роузи Перез, Арманд Асанте и Едуард Джеймс Олмос. Саундтракът включва песни на Елтън Джон и Тим Райс, както и композиторите Ханс Цимер и Джон Пауъл. На Джон също се кредитиран периодично да разказва историята в песен през целия филм. Сюжетът е базиран на новелата от 1888 г. „Човекът, който искаше да бъде крал“ от Ръдиард Киплинг.
Филмът следва историята на двама измамници, които след спечелването на картата в Ел Дорадо, бягат от Испания. След измиване на брега в Новия свят, те използват картата, за да ги водят до град Ел Дорадо, където жителите му ги объркват за богове.
Филмът е пуснат на 31 март 2000 г., до смесени ревюта и се оказа провал на каси, като натрупа 76 милиона долара в световен мащаб при производствен бюджет от около 95 милиона долара.

## Актьорски състав
- Кевин Клайн – Тулио
- Кенет Брана – Мигел
- Роузи Перез – Чел
- Арманд Асанте – Цекел-Кан
- Едуард Джеймс Олмос – Вождът Танабък
- Джим Къмингс – Ернан Кортес
- Тобин Бел – Зарагоза
- Елтън Джон – Пеещ разказвач

## Награди и номинации
| Категория                                      | Номиниран(и)                                        | Резултат                    |
| Награди „Ани“ (Annie Awads)                    | Награди „Ани“ (Annie Awads)                         | Награди „Ани“ (Annie Awads) |
| ---------------------------------------------- | --------------------------------------------------- | --------------------------- |
| Най-добър пълнометражен анимационен филм       | Най-добър пълнометражен анимационен филм            | номинация                   |
| Индивидуални постижения в сторибординга        | Джеф Сноу (супервайзър на историята)                | номинация                   |
| Индивидуални постижения в сценографията        | Крисчън Шелуолд (дизайн на продуцкията)             | номинация                   |
| Индивидуални постижения в анимационния герой   | Дейвид Брюстър (за Мигел) Родолф Гуендонън (за Чел) | номинация                   |
| Индивидуални постижения в анимационните ефекти | Дъг Икелър                                          | номинация                   |
| Индивидуални постижения в озвучаването         | Арманд Асанте (за гласа на Тцекел-Кан)              | номинация                   |
| Индивидуални постижения в музиката             | Ханс Цимер и Джон Пауъл                             | номинация                   |
| „Изборът на критиците“                         |                                                     |                             |
| Най-добър композитор                           | Ханс Цимер                                          | награда                     |
| „Сатурн“                                       |                                                     |                             |
| Най-добра музика                               | Ханс Цимер                                          | номинация                   |

## Интернет популярност
20 години след пускането на филма, „Пътят към Елдорадо“ имаше неочакван ръст на популярността като интернет мем.

## „Пътят към Елдорадо“ В България
В България филмът е разпространен по кината от Съни филмс Ентъртеймънт на 8 декември.
През декември 2001 г. е издаден на VHS от Александра Видео, тъй като дублажът е насинхронен.
На 15 септември 2004 г. започва телевизионно излъчване за първи път по bTV на 15 септември 2004 г. в сряда от 13:30 ч. Прави повторно излъчване на 3 март 2005 г. в четвъртък от 14:00 ч. Последното повторение на филма е на 1 май 2008 г. в петък от 10:00 ч.
Прави повторения и по Нова телевизия на 29 ноември 2009 г. до 14 юли 2012 г. и по KinoNova през 2010 до 2014 г.